# Elijah Adebayo
Elijah Anuoluwapo Oluwaferanmi Oluwatomi Oluwalana Ayomikulehin Adebayo, född 7 januari 1998 i Brent, England, är en engelsk fotbollsspelare av nigeriansk härkomst som spelar för Luton Town.